# Folkdräkter från Skåne

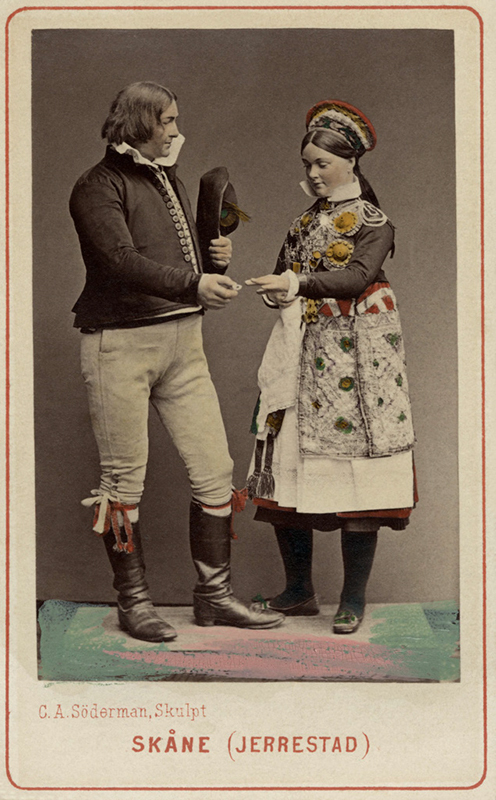
Världsutställningen i Wien 1873. Man och kvinna i folkdräkter från Järrestad, Skåne - Nordiska Museet - NMA.0039768

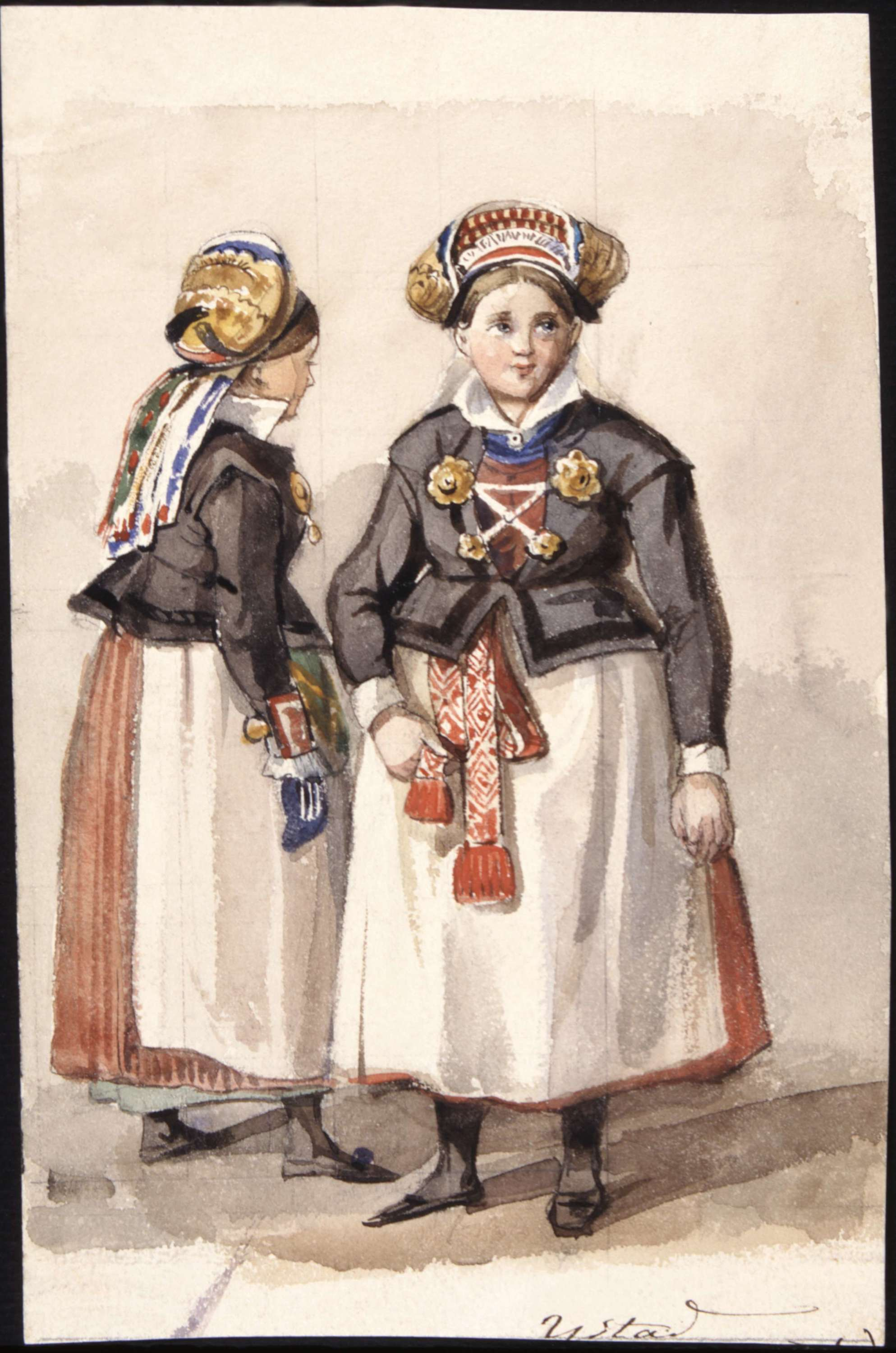
Två kvinnor från Ystad. Akvarell av Fritz von Dardel - Nordiska museet - NMA.0037689

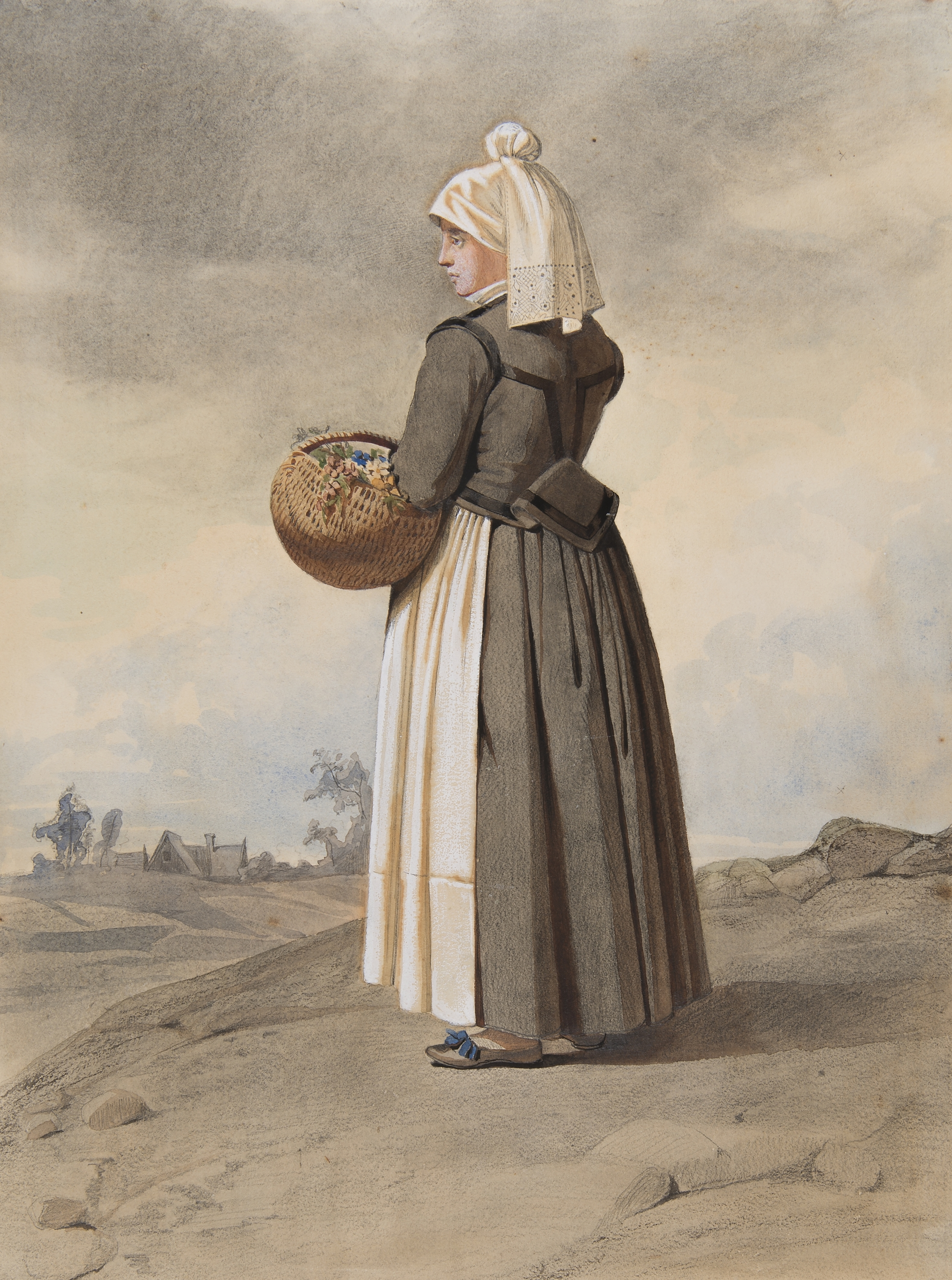
Dräkt. Kvinna i dräkt i helfigur snett bakifrån i landskap. Kvinnan har en blomsterkorg på armen - Nordiska museet - NMA.0070145 (1)

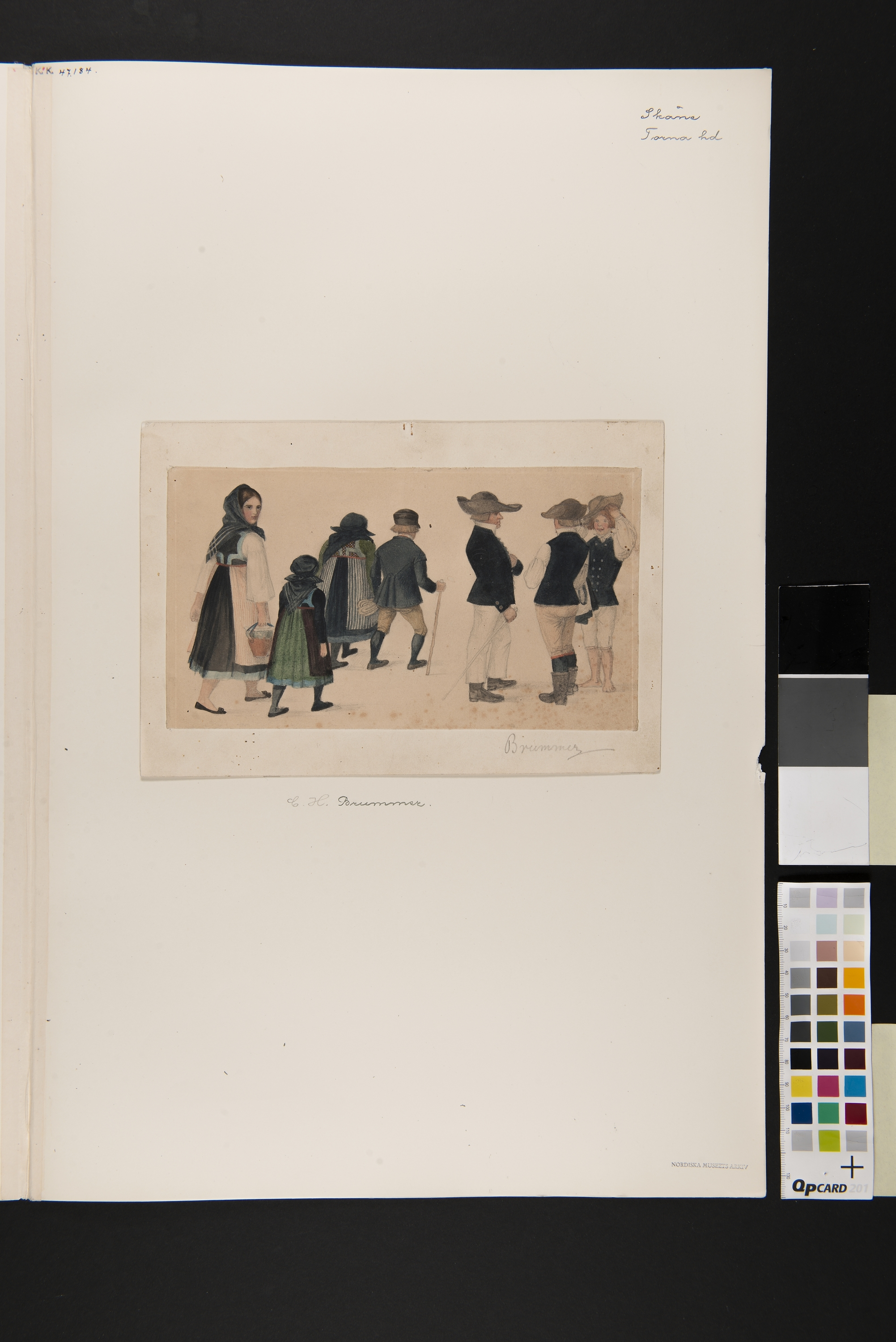
Dräkt. Akvarell. Flera dräktklädda i sällskap, olika kön och ålder. En man är barfota - Nordiska museet - NMA.0070142 (2)

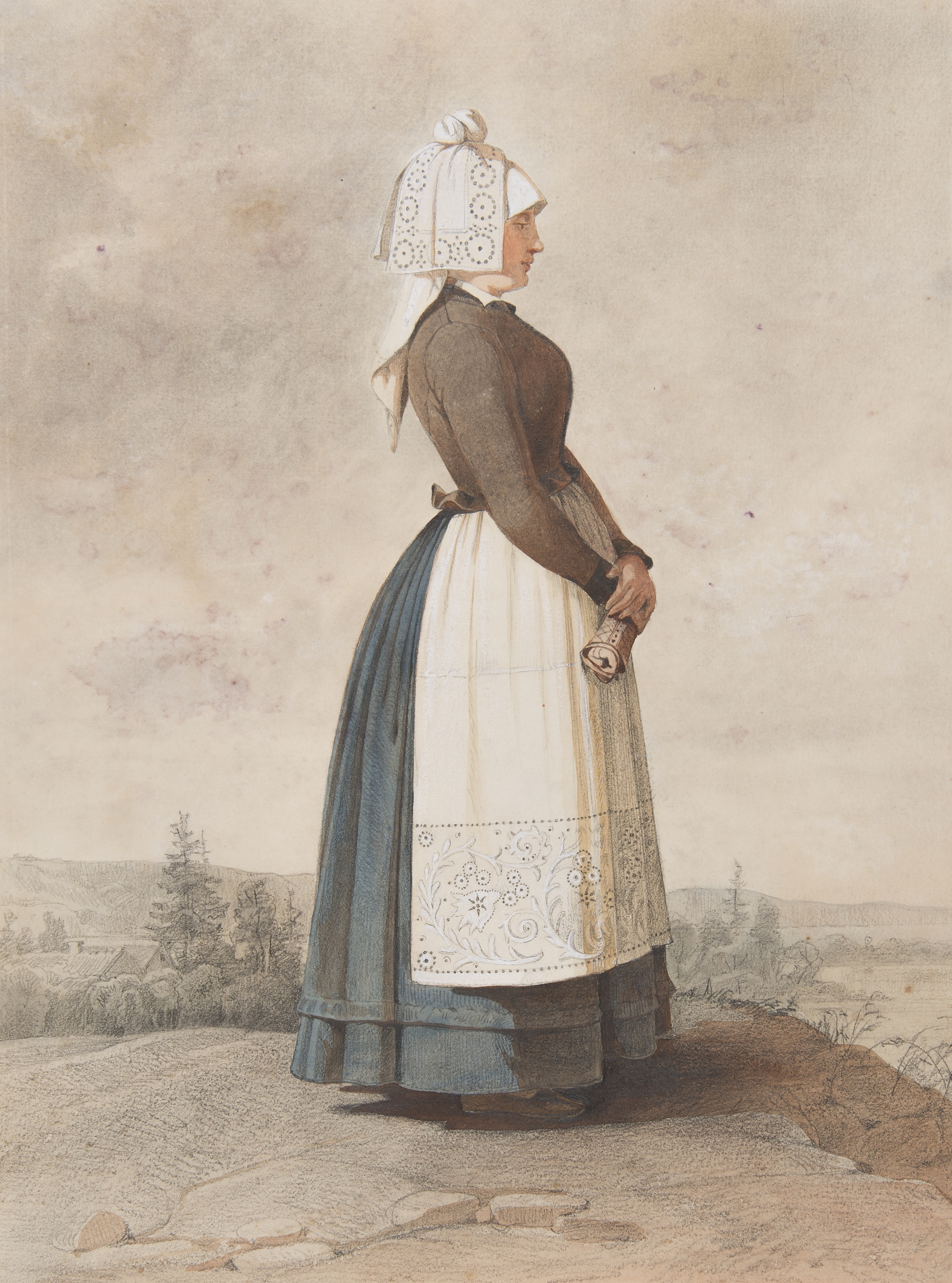
Dräkt. Kvinna stående i helfigur med vitt förkläde. Akvarell i storformat av O. Wallgren - Nordiska museet - NMA.0070093 (1)

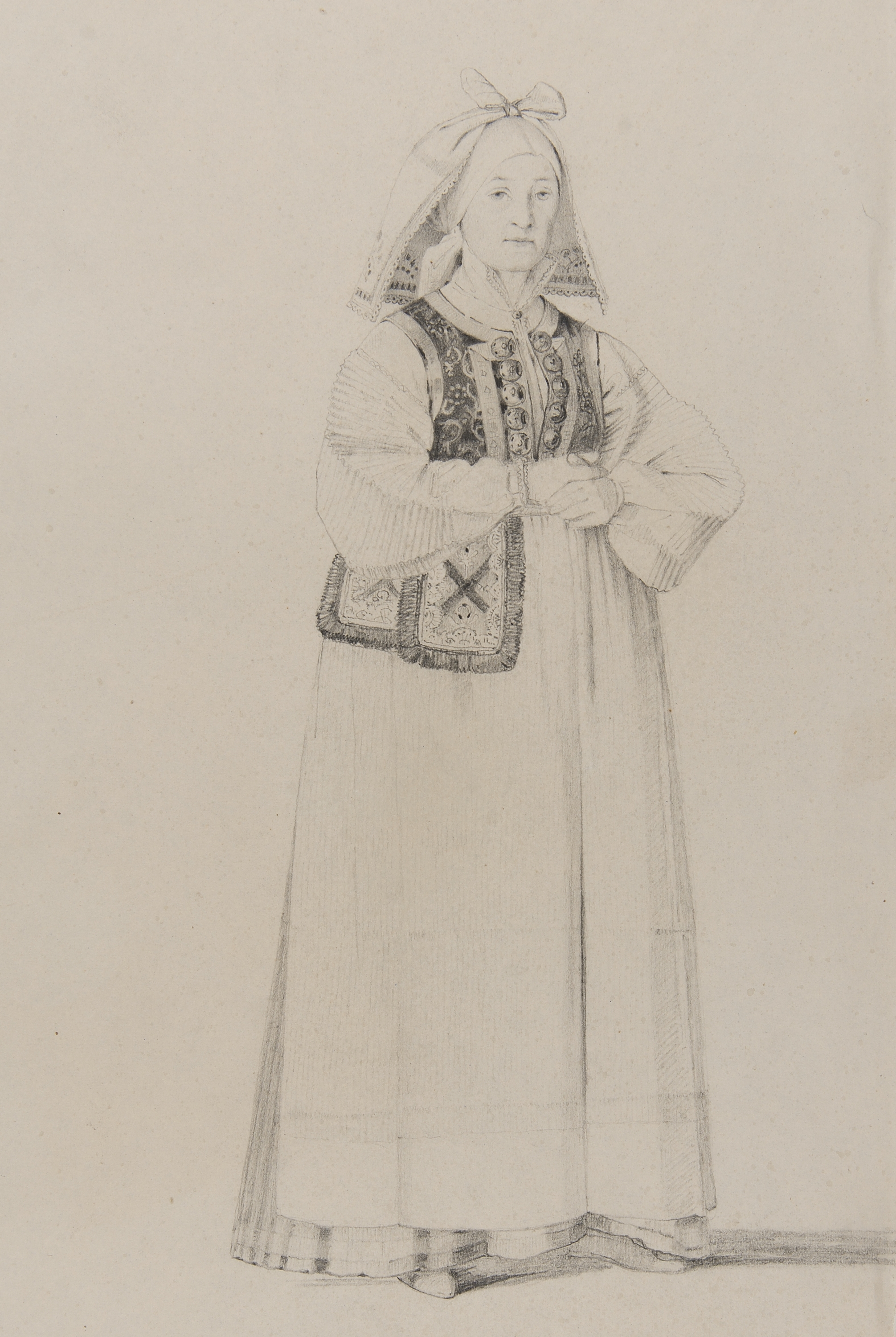
Dräkt. Akvarell i storformat av O. Wallgren - Nordiska museet - NMA.0070098 (1)

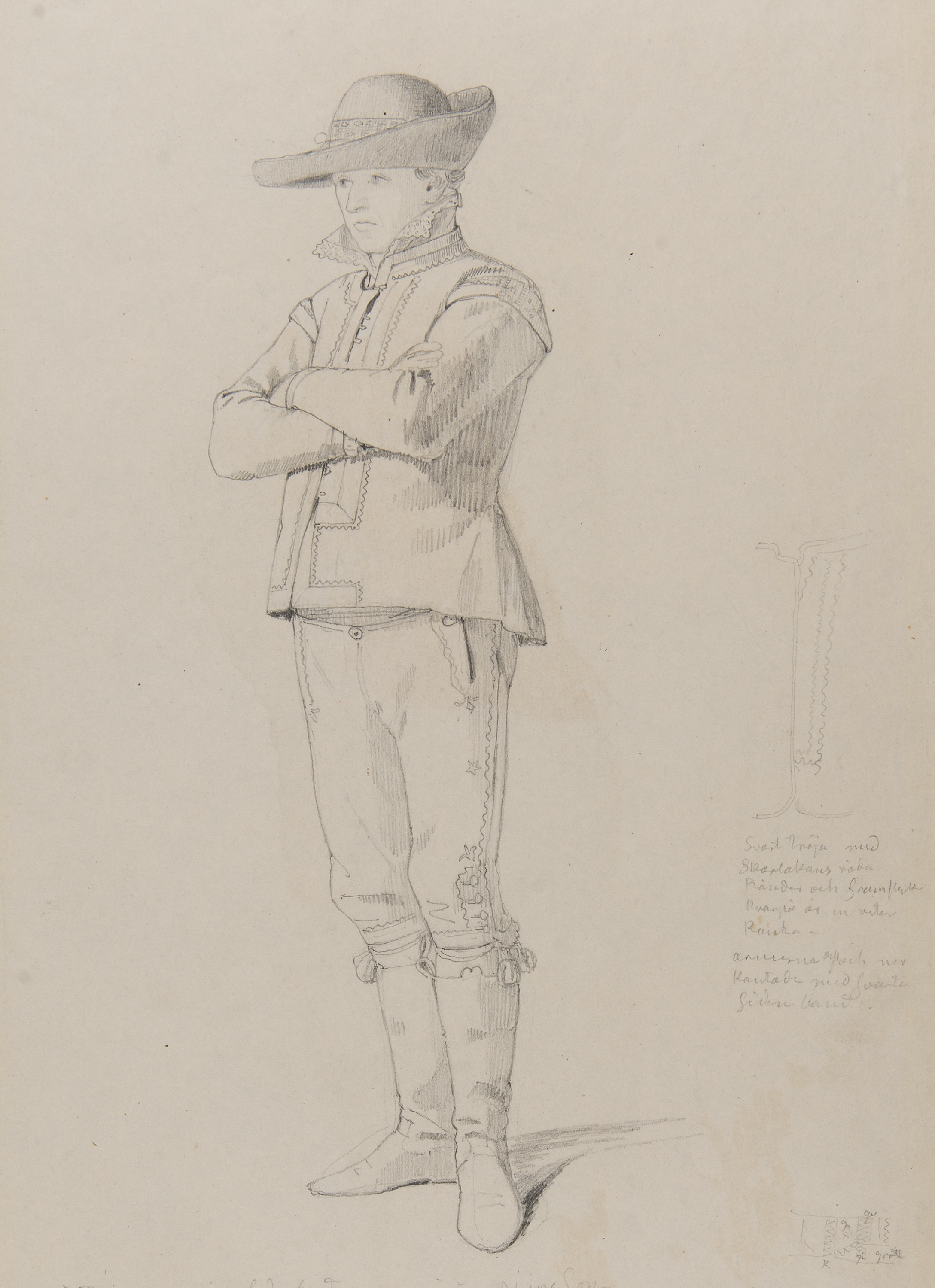
Blyertsteckning, Mårten Jönsson, Söfvestad, Herrestad, Herrestads härad i dräkt - Nordiska museet - NMA.0070101 (1)

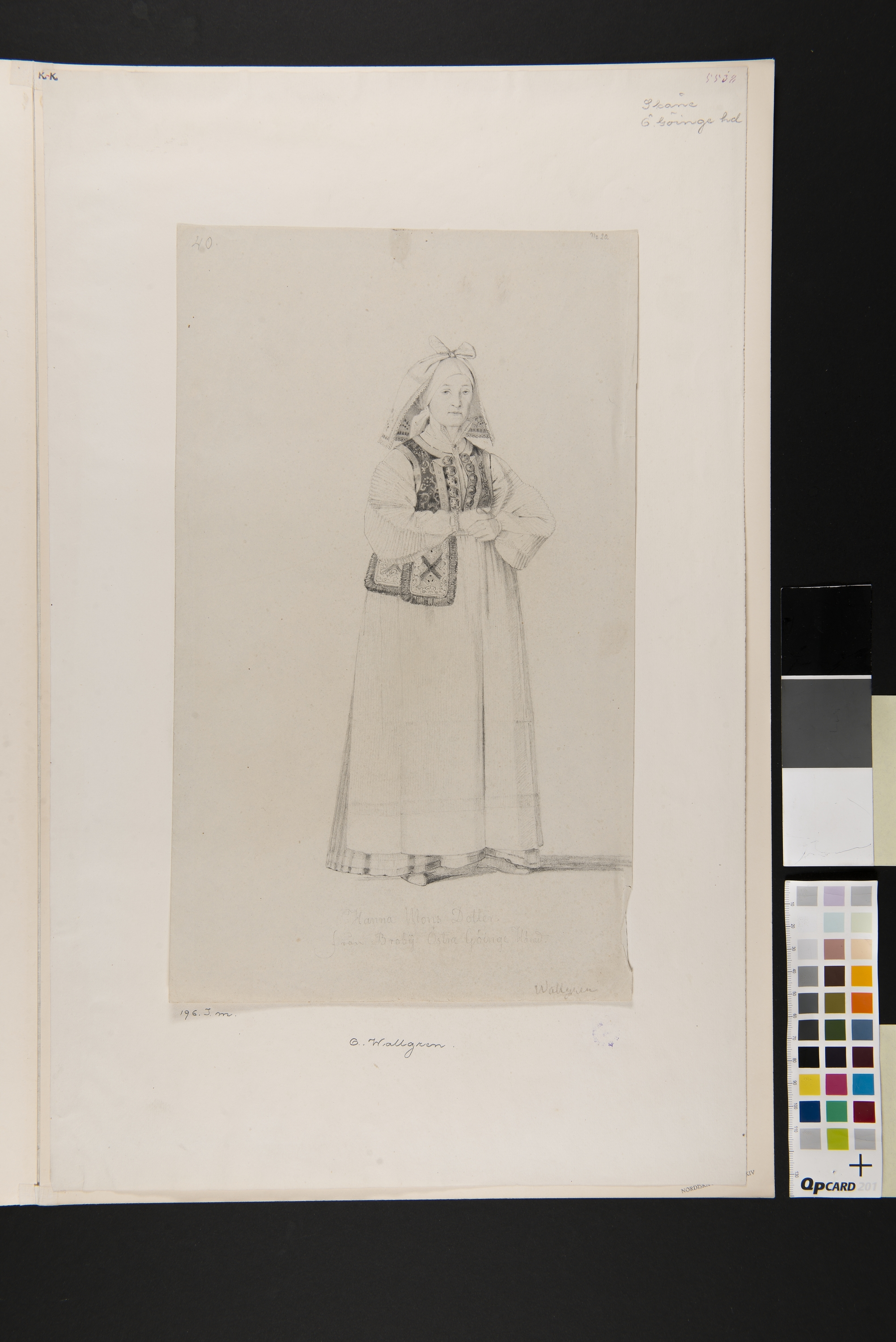
Dräkt. Akvarell i storformat av O. Wallgren - Nordiska museet - NMA.0070098 (2)

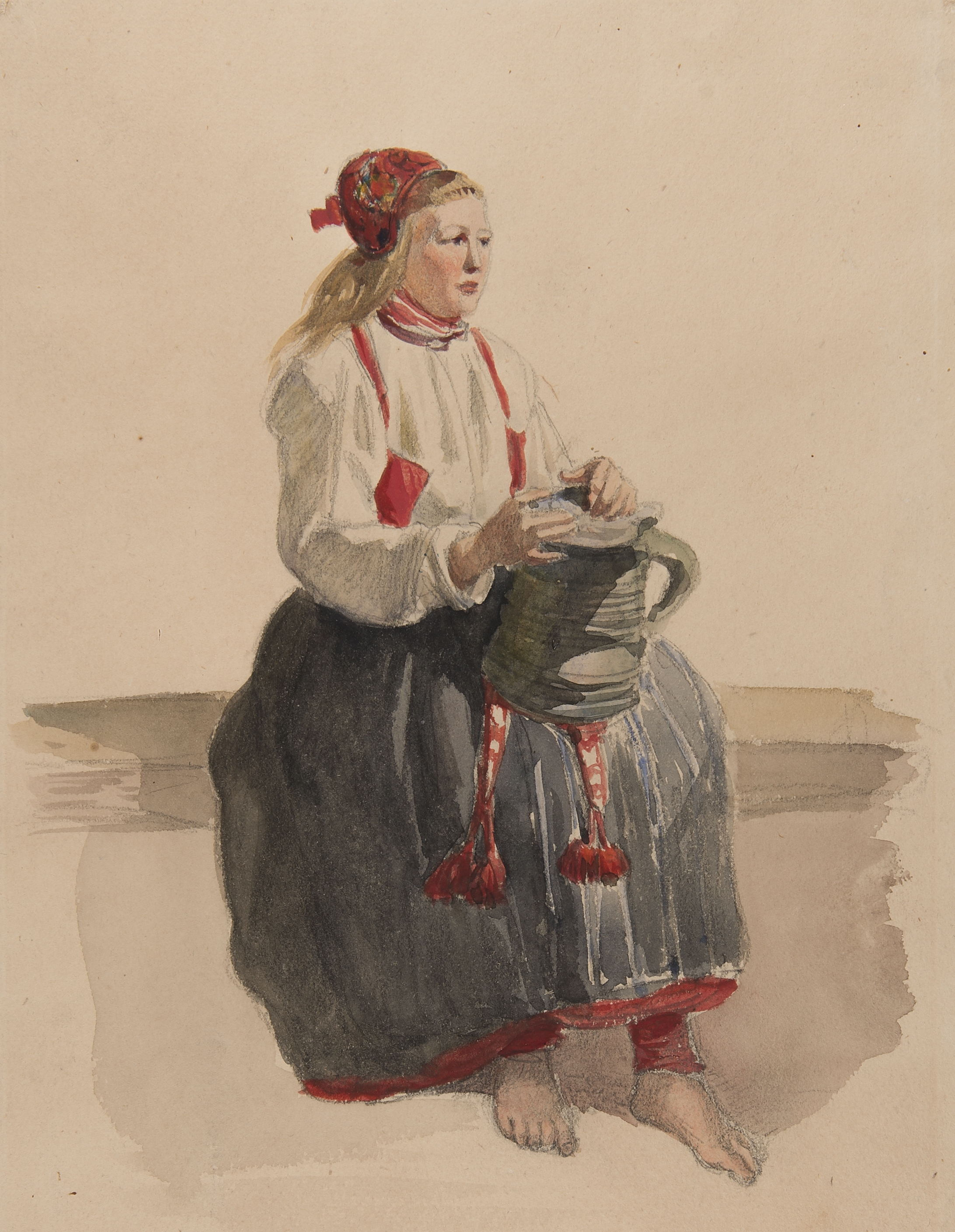
Ung kvinna i dräkt sittande i helfigur Akvarell av J.W. Wallander - Nordiska museet - NMA.0070070 (1)

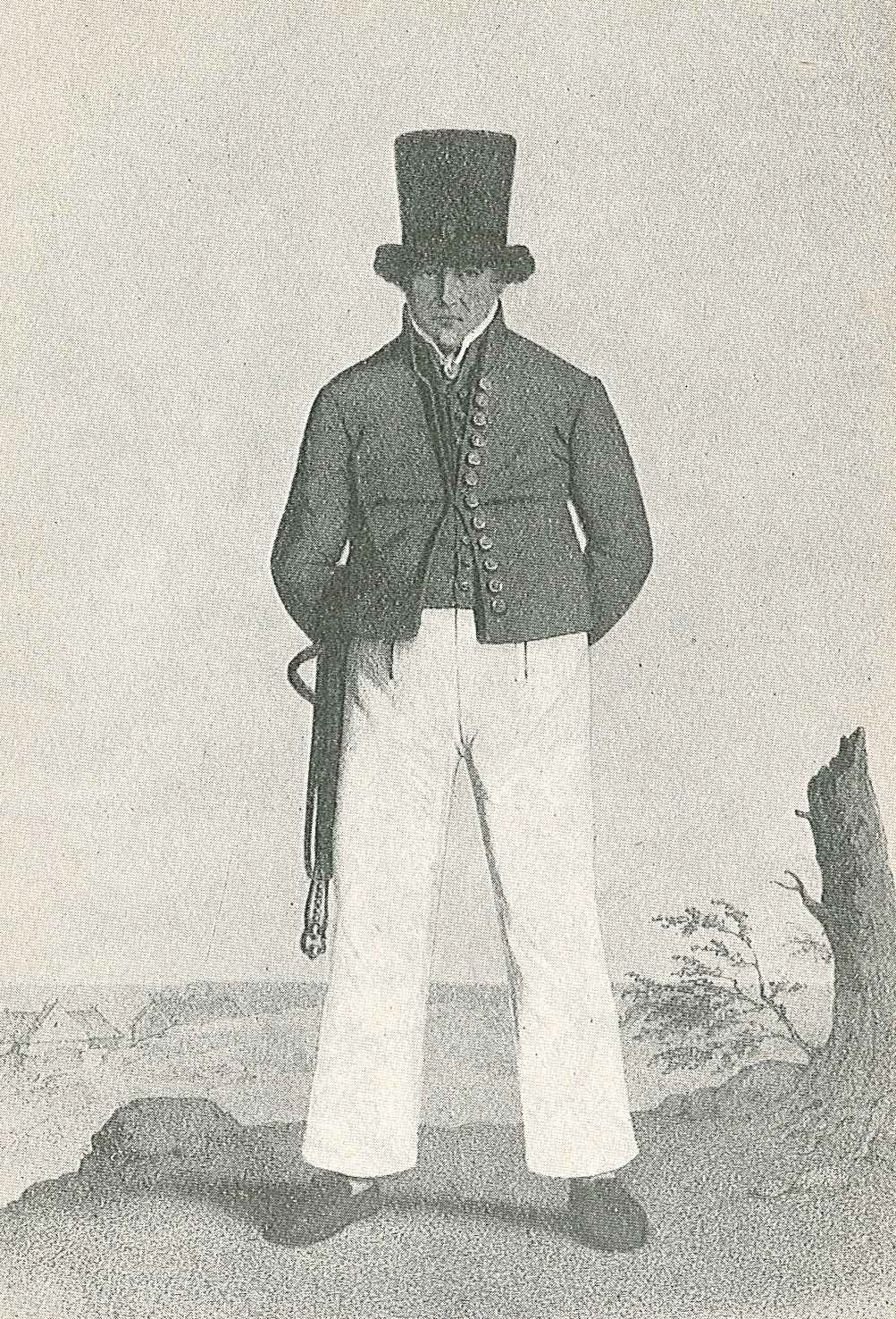
Bonde från Skytts härad

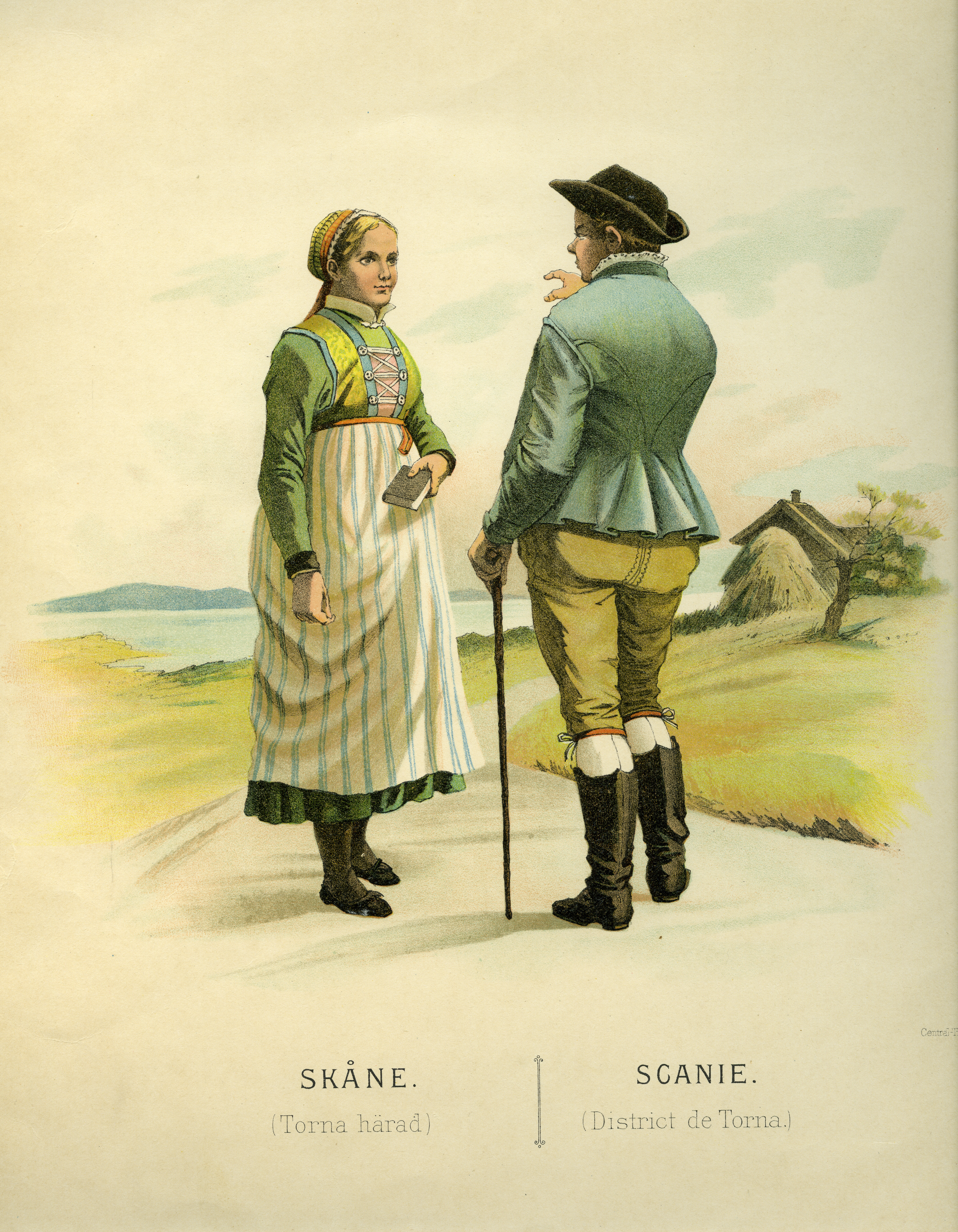
Thulstrup, Nordiska Drägter (1895) pl003 Torna härad, Skåne

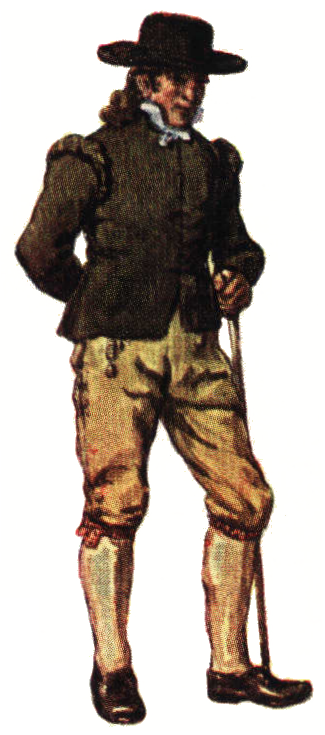
Folkdräkt, Villands härad, Nordisk familjebok

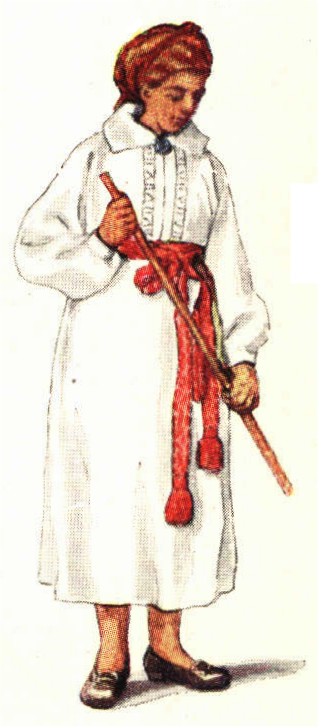
Folkdräkt, Herrestads härad, Nordisk familjebok

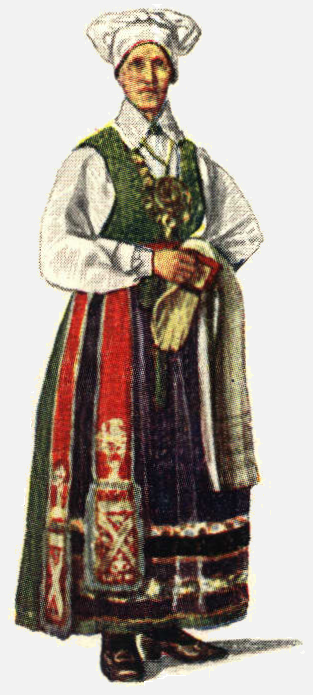
Folkdräkt, Göinge härad, Nordisk familjebok

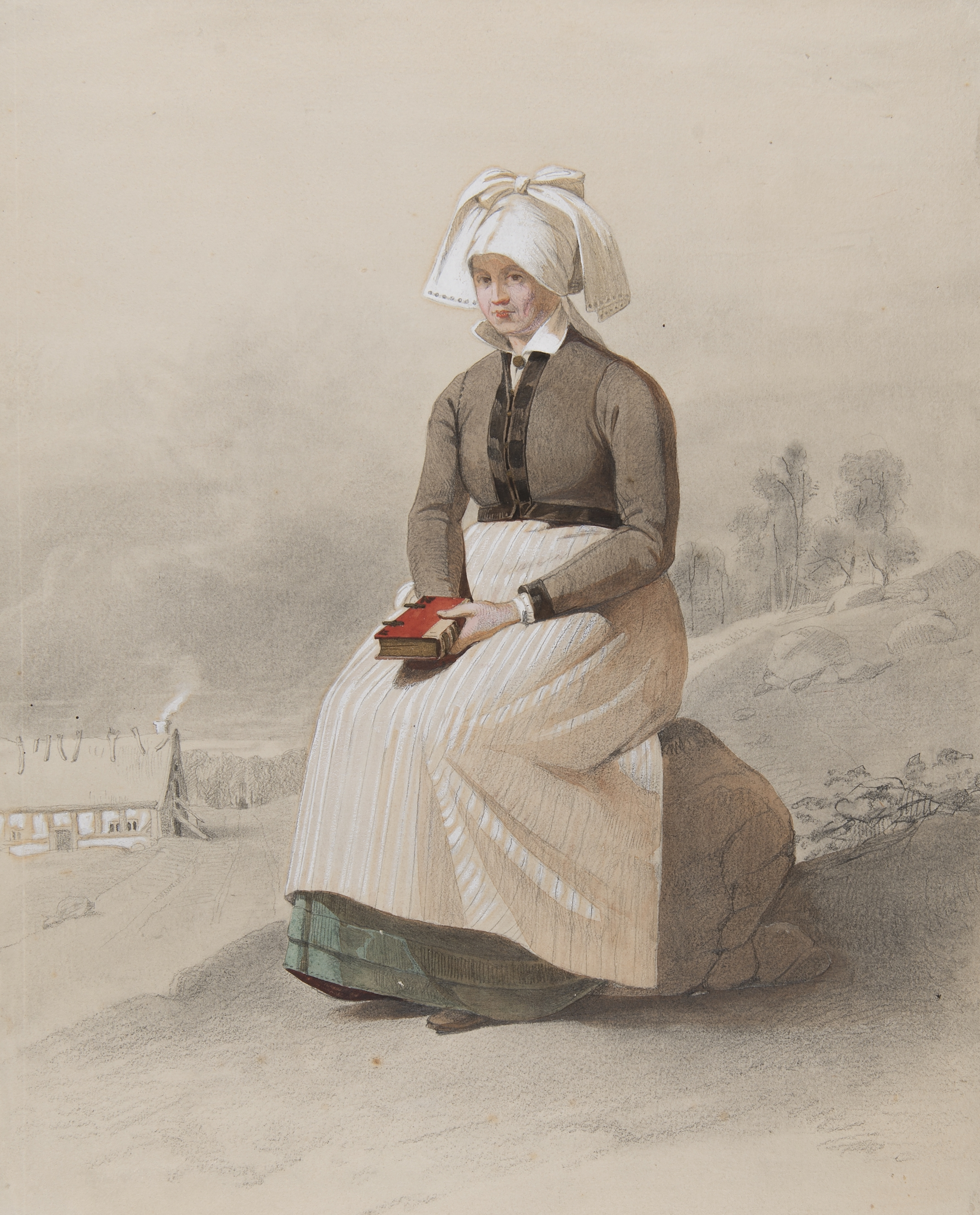
Kvinna i dräkt, sittande i helfigur. Akvarell i storformat av Otto Wallgren - Nordiska museet - NMA.0070094 (1)

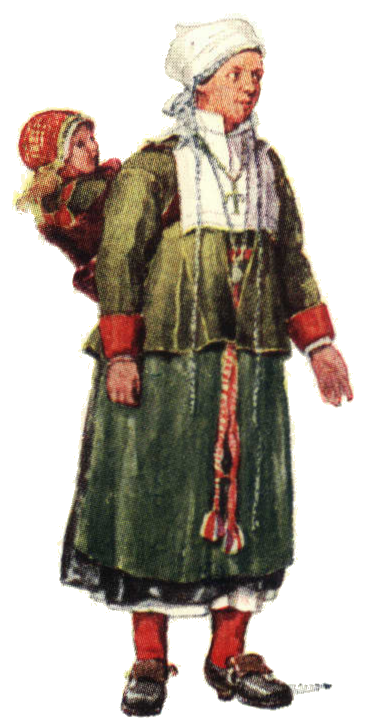
Folkdräkt, Mora socken, kvinna, Nordisk familjebok

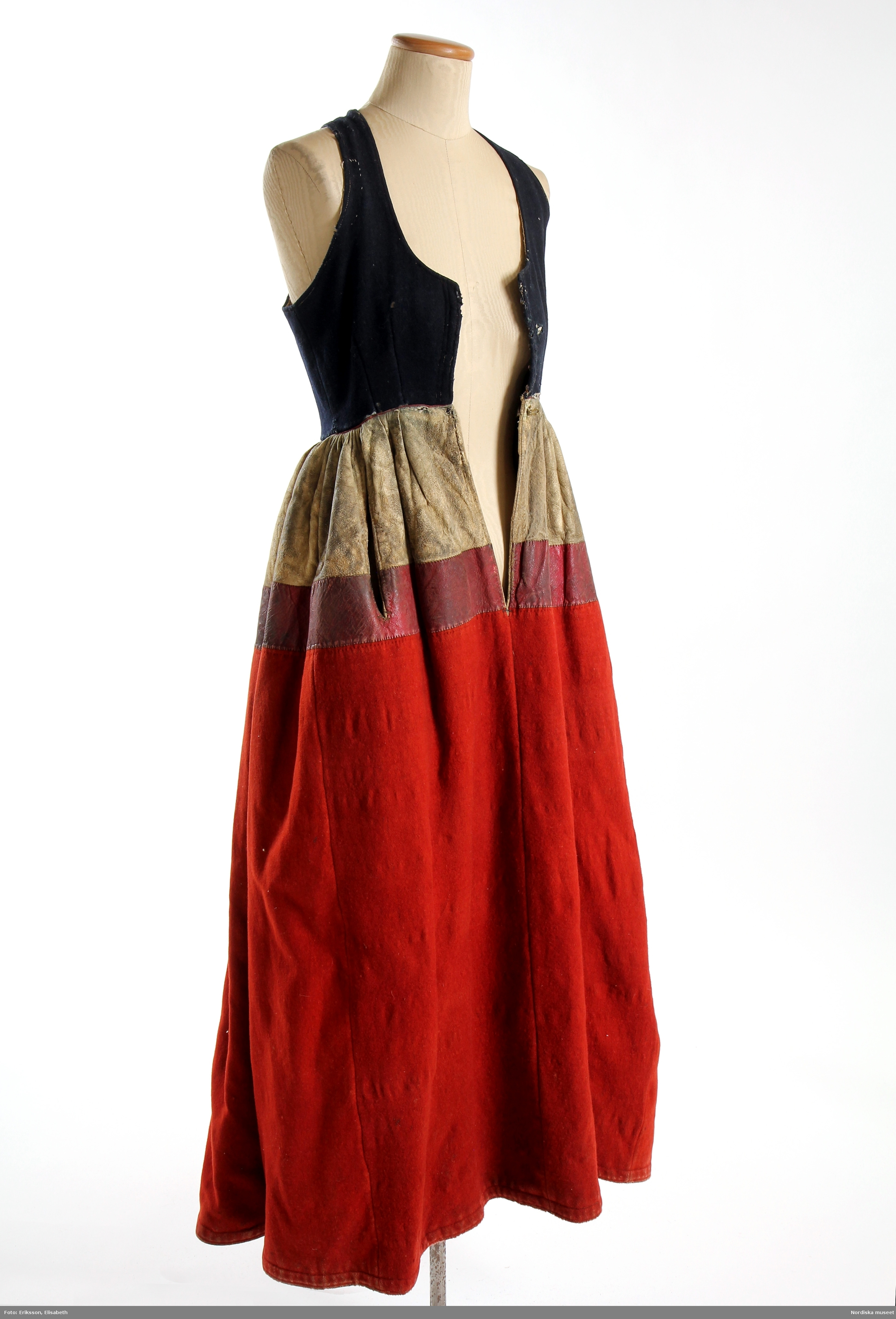
Livkjol, s.k. päls eller skinnklocka Torna härad.

Skånska folkdräkter är svenska folkdräkter från Skåne. Skåne har 44 folkdräkter, 23 kvinnliga och 21 manliga.
I tabellen nedan ses en förteckning över de 44 skånska folkdräkterna. I tabellen ses var dräkten kommer ifrån, om det är en kvinno- eller mansdräkt, om den är dokumenterad, rekonstruerad eller komponerad och när den återupptogs i bruk. Tabellen bygger på Ulla Centergrans inventering av folkdräkter i Sverige 1988-1993, som publicerades i bokform av Nämnden för hemslöjdsfrågor och LRF:s kulturråd 1993. Syftet var att underlätta för den som ville skaffa sig en egen dräkt att lättare få en överblick över dem som fanns. Då landskaps- och länsgränser inte alltid sammanfaller anges även län. 
| Län              | Dräkt          | Kön    | Ursprung      | Återupptogs            | Finns varianter | Ytterplagg  | Källa |
| Kristianstad län | Albo           | Kvinna | Dokumenterad  | 1920-talet             | Ja              | Tröja       | [ 1 ] |
| Kristianstad län | Albo           | Man    | Dokumenterad  | 1920-talet             |                 |             | [ 1 ] |
| Kristianstad län | Bjäre          | Kvinna | Dokumenterad  | 1930-talet             |                 |             | [ 1 ] |
| Kristianstad län | Bjäre          | Man    | Dokumenterad  | 1930-talet             |                 |             | [ 1 ] |
| Kristianstad län | Bjäre klänning | Kvinna | Dokumenterad  | 1985                   |                 |             | [ 1 ] |
| Kristianstad län | Gärds          | Kvinna | Dokumenterad  | 1930-talet             | Ja              | Tröja       | [ 1 ] |
| Kristianstad län | Gärds          | Man    | Dokumenterad  | 1930-talet             | Ja              | Tröja       | [ 1 ] |
| Kristianstad län | Ingelstad      | Kvinna | Dokumenterad  | ca 1900 (sekelskiftet) | Ja              | Tröja       | [ 1 ] |
| Kristianstad län | Ingelstad      | Man    | Dokumenterad  | ca 1900 (sekelskiftet) | Ja              | Tröja       | [ 1 ] |
| Kristianstad län | Järrestad      | Kvinna | Dokumenterad  | 1920-talet             |                 | Tröja       | [ 1 ] |
| Kristianstad län | Järrestad      | Man    | Rekonstruerad | 1920-talet             |                 | Tröja       | [ 1 ] |
| Kristianstad län | Villand        | Kvinna | Dokumenterad  | 1922                   | Ja              | Tröja       | [ 1 ] |
| Kristianstad län | Villand        | Man    | Dokumenterad  | 1922                   | Ja              | Tröja       | [ 1 ] |
| Kristianstad län | Västra Göinge  | Kvinna | Dokumenterad  | 1920-talet             | Ja              | Tröja       | [ 1 ] |
| Kristianstad län | Västra Göinge  | Man    | Dokumenterad  | 1920-talet             | Ja              | Tröja       | [ 1 ] |
| Kristianstad län | Åsbo           | Kvinna | Dokumenterad  | 1930-talet             | Ja              | Tröja       | [ 1 ] |
| Kristianstad län | Åsbo           | Man    | Dokumenterad  | 1930-talet             | Ja              | Tröja, rock | [ 1 ] |
| Kristianstad län | Östra Göinge   | Kvinna | Dokumenterad  | 1920-talet             | Ja              | Tröja       | [ 1 ] |
| Kristianstad län | Östra Göinge   | Man    | Dokumenterad  | 1920-talet             | Ja              | Tröja       | [ 1 ] |
| Malmöhus län     | Bara           | Kvinna | Dokumenterad  | 1909                   |                 | Tröja       | [ 1 ] |
| Malmöhus län     | Bara           | Man    | Rekonstruerad | 1930-talet             |                 | Tröja       | [ 1 ] |
| Malmöhus län     | Frosta         | Kvinna | Dokumenterad  | 1914                   | Ja              | Tröja       | [ 1 ] |
| Malmöhus län     | Frosta         | Man    | Dokumenterad  | 1930-talet             |                 | Tröja       | [ 1 ] |
| Malmöhus län     | Färs           | Kvinna | Dokumenterad  | 1914                   | Ja              | Tröja       | [ 1 ] |
| Malmöhus län     | Färs           | Man    | Dokumenterad  | 1920-talet             | Ja              | Tröja       | [ 1 ] |
| Malmöhus län     | Harjager       | Kvinna | Dokumenterad  | 1914                   | Ja              | Tröja       | [ 1 ] |
| Malmöhus län     | Harjager       | Man    | Dokumenterad  | 1930-talet             |                 | Tröja       | [ 1 ] |
| Malmöhus län     | Herrestad      | Kvinna | Dokumenterad  | 1907                   | Ja              | Tröja       | [ 1 ] |
| Malmöhus län     | Herrestad      | Man    | Dokumenterad  | 1922                   |                 | Tröja       | [ 1 ] |
| Malmöhus län     | Ljunits        | Kvinna | Rekonstruerad | 1914                   |                 |             | [ 1 ] |
| Malmöhus län     | Luggude        | Kvinna | Dokumenterad  | 1914                   | Ja              | Tröja       | [ 1 ] |
| Malmöhus län     | Luggude        | Man    | Dokumenterad  | 1930-talet             | Ja              | Tröja, rock | [ 1 ] |
| Malmöhus län     | Onsjö          | Kvinna | Dokumenterad  | 1914                   | Ja              |             | [ 1 ] |
| Malmöhus län     | Onsjö          | Man    | Rekonstruerad | 1930-talet             |                 |             | [ 1 ] |
| Malmöhus län     | Oxie           | Kvinna | Dokumenterad  | 1914                   | Ja              | Tröja       | [ 1 ] |
| Malmöhus län     | Oxie           | Man    | Dokumenterad  | 1910-talet             | Ja              | Tröja       | [ 1 ] |
| Malmöhus län     | Rönneberg      | Kvinna | Dokumenterad  | 1914                   |                 | Tröja       | [ 1 ] |
| Malmöhus län     | Rönneberg      | Man    | Rekonstruerad | 1930-talet             |                 |             | [ 1 ] |
| Malmöhus län     | Skytts         | Kvinna | Dokumenterad  | 1914                   | Ja              | Tröja       | [ 1 ] |
| Malmöhus län     | Skytts         | Man    | Rekonstruerad | 1930-talet             |                 | Tröja       | [ 1 ] |
| Malmöhus län     | Torna          | Kvinna | Dokumenterad  | 1903                   | Ja              | Tröja       | [ 1 ] |
| Malmöhus län     | Torna          | Man    | Dokumenterad  | 1910-talet             | Ja              | Tröja       | [ 1 ] |
| Malmöhus län     | Vemmenhög      | Kvinna | Dokumenterad  | 1914                   | Ja              | Tröja       | [ 1 ] |
| Malmöhus län     | Vemmenhög      | Man    | Dokumenterad  | 1930-talet             | Ja              | Tröja       | [ 1 ] |

## Galleri

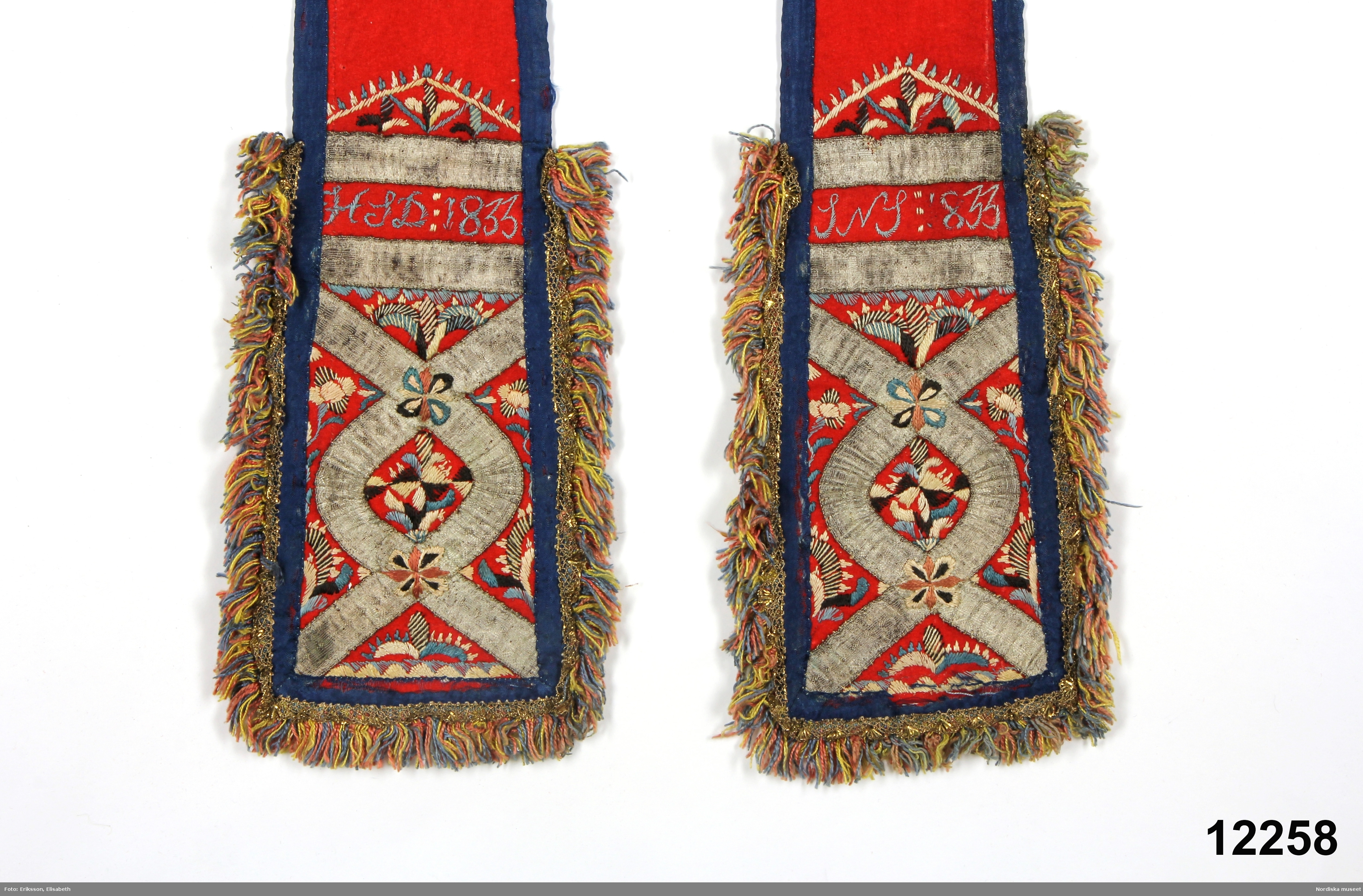
Livband från Östra Göinge
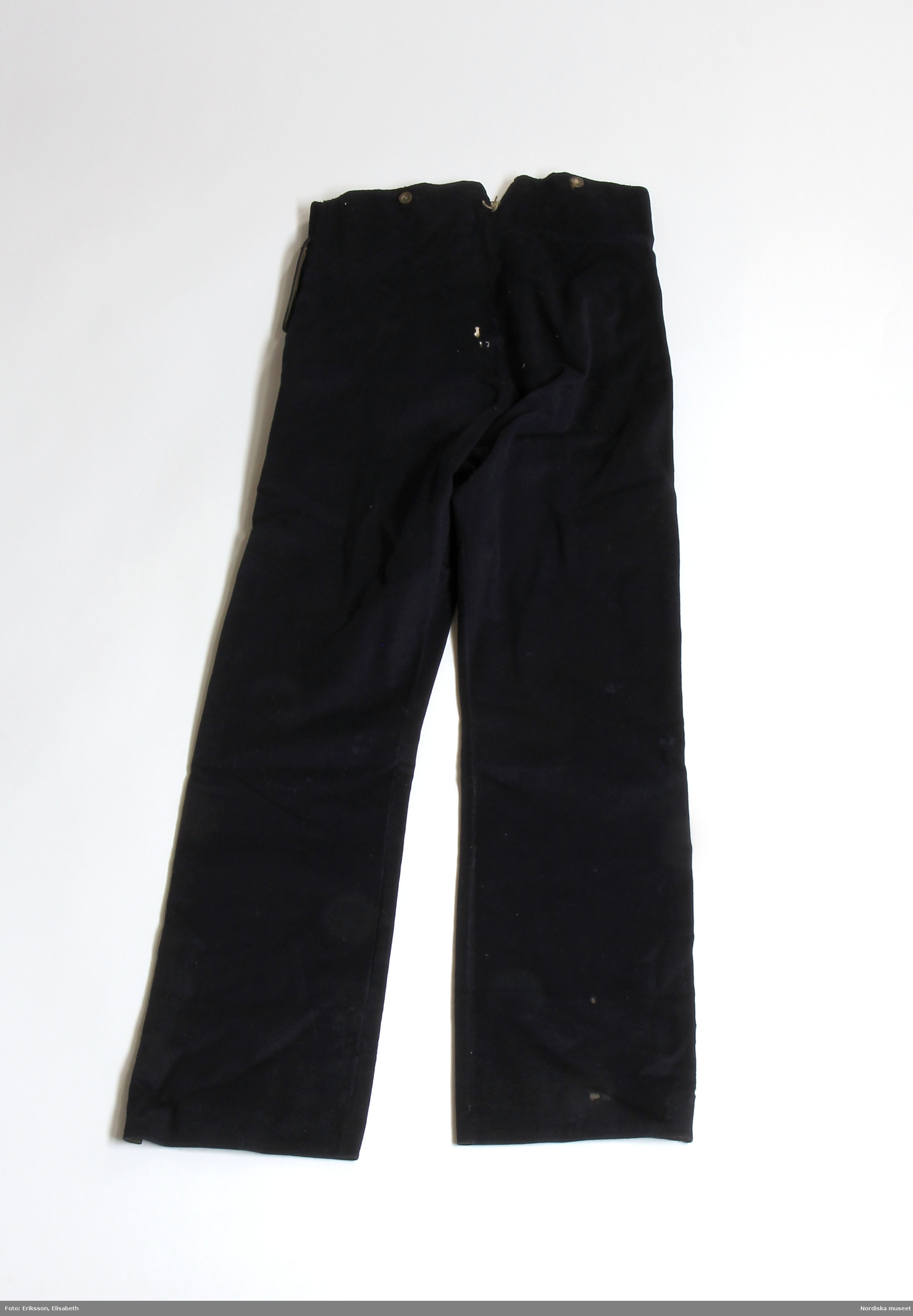
Byxor till brudgumsdräkt (1830-talet) från Albo härad, Skåne.
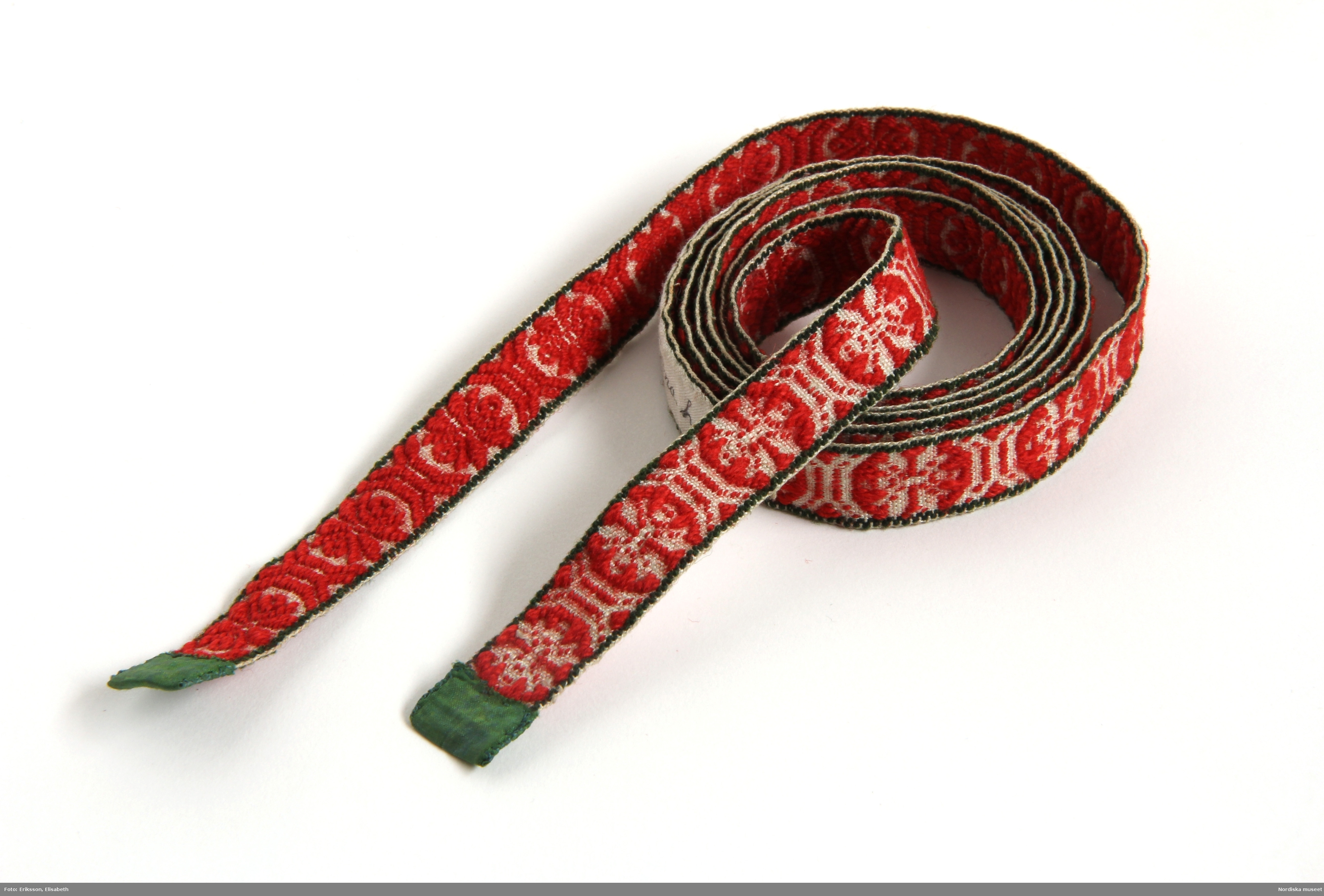
Förklädesband från Torna härad, Hälletad
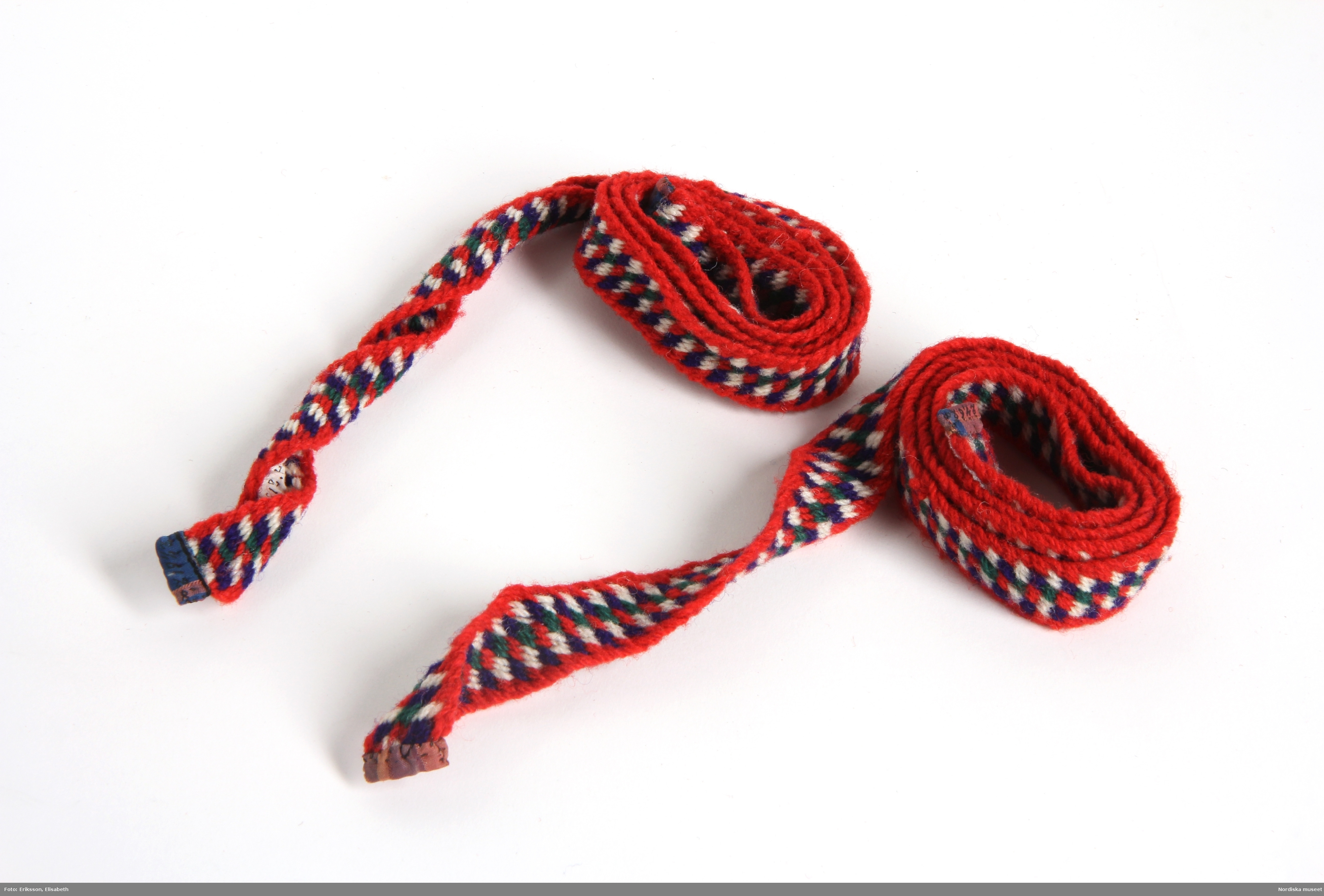
Strumpeband från Lund
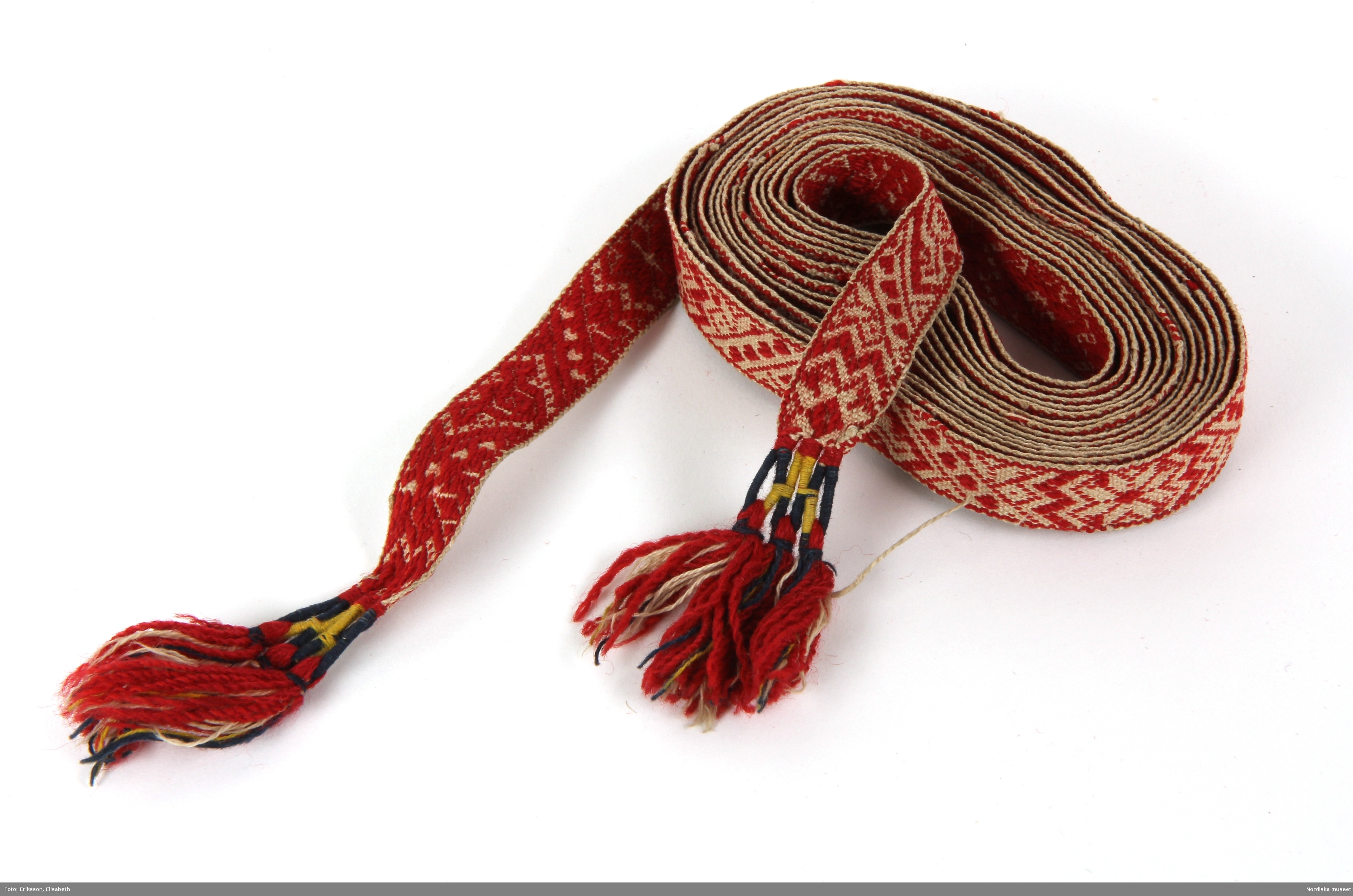
Band från Ystad
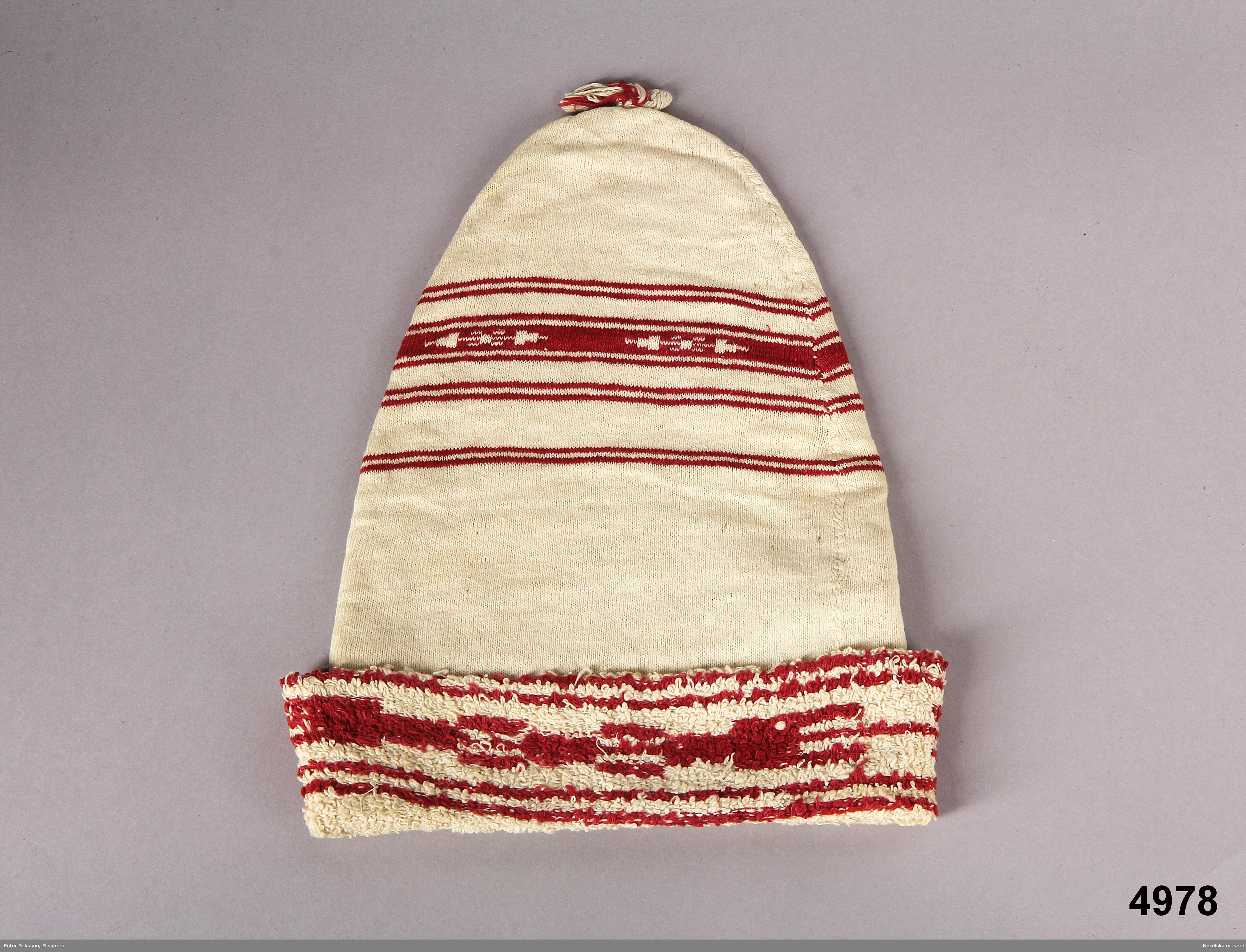
Brudgumsnattmössa - Nordiska museet - NM.0004978
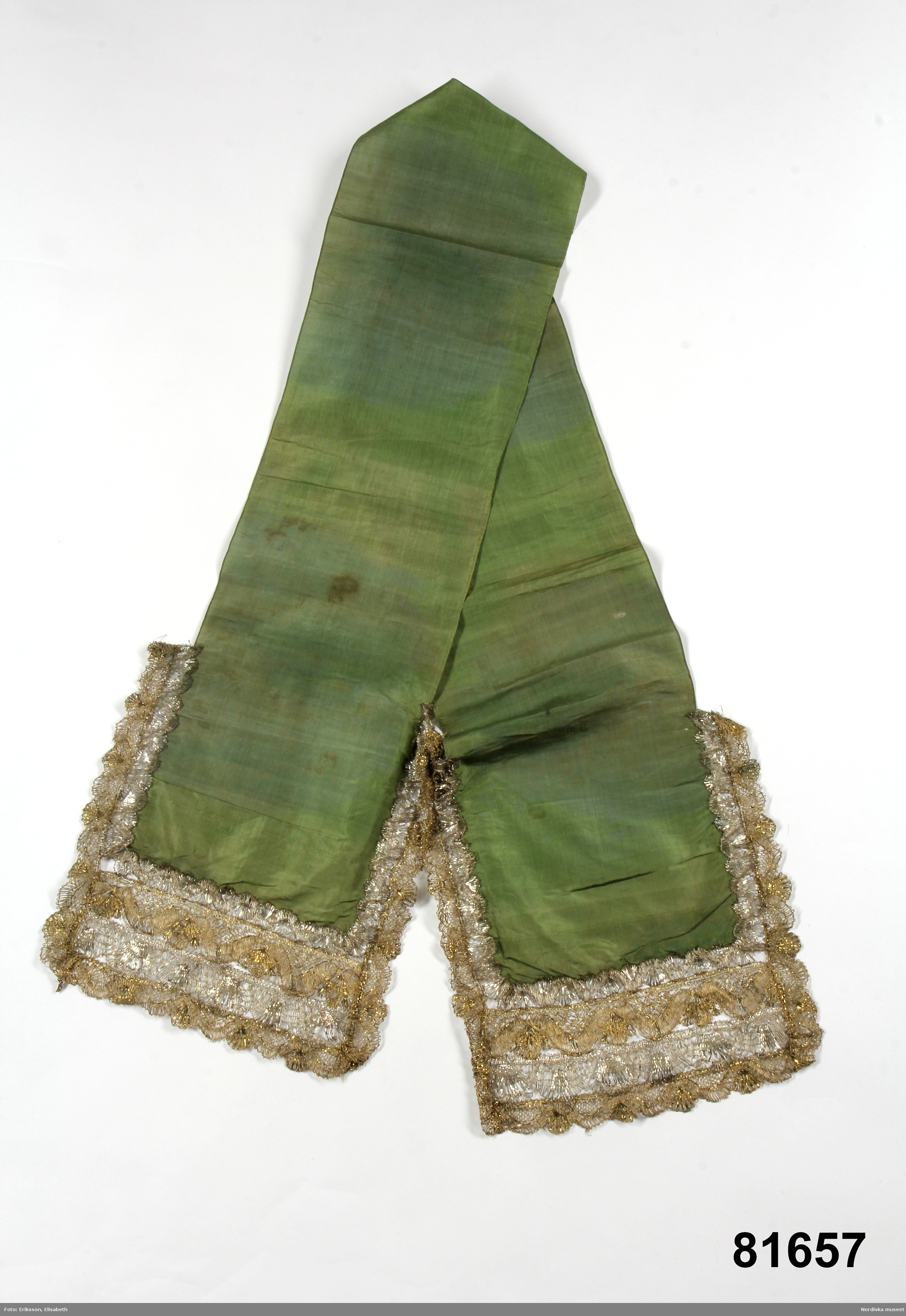
Brudlist från Ystad